# Gärsträsktjärnen
Gärsträsktjärnen är en sjö i Kalix kommun i Norrbotten och ingår i Töreälvens huvudavrinningsområde.